# Anolis breslini
Espèce
Synonymes
- Anolis whitemani breslini Schwartz, 1980
- Audantia breslini (Schwartz, 1980)

Anolis breslini est une espèce de sauriens de la famille des Dactyloidae. 

## Répartition
Cette espèce est endémique d'Haïti. Elle se rencontre dans la presqu'île du Nord-Ouest.  

## Publication originale
- Schwartz, 1980 : Variation in Hispaniolan Anolis whitemani Williams. Journal of Herpetology, vol. 14, no 4, p. 399-406.